# Prefabet Białe Błota
Przedsiębiorstwo Przemysłu Betonów Prefabet-Białe Błota S.A. – przedsiębiorstwo branży budowlanej zlokalizowane w Białych Błotach koło Bydgoszczy.

## Produkty
Przedsiębiorstwo jest producentem i dostawcą betonu towarowego oraz prefabrykowanych elementów betonowych, żelbetowych i sprężonych. Produkcja obejmuje m.in. płyty stropowe typu „Spiroll”, płyty korytkowe, stopy, słupy, belki i dźwigary żelbetowe, rury kanalizacyjne „Wipro” i Simplex”, kręgi betonowe, wpusty i zbiorniki.

## Historia
Początki przedsiębiorstwa w Białych Błotach sięgają 1897 roku, kiedy zlokalizowano tu filię niemieckiej firmy Cossebande z Saksonii, która wchodziła w skład firmy budowlanej Windschild & Langelott. Fabryka produkowała elementy budowlane, m.in. rury betonowe oraz skrzynki burzowe dla ulic i odwadniania gruntów. Pracownicy uczestniczyli również w budowie mostów, urządzeń kanalizacyjnych i wodociągowych oraz urządzeń odwadniających. W czasie korzystnej koniunktury na początku XX wieku, zatrudnienie wzrosło do 60 osób, a obroty do 2,5 mln marek. Filia zasięgiem swoim obejmowała nie tylko region bydgoski, ale również całą Prowincję Poznańską, Prusy Zachodnie, Pomorze i Górny Śląsk.
Po przejściu w 1920 r. w granice odrodzonej Polski, przedsiębiorstwo zostało przejęte przez Towarzystwo Robót Inżynierskich S.A. w Poznaniu. Jego ówczesna nazwa to Fabryka Wyrobów Betonowych „TRI” w Białych Błotach.
Po II wojnie światowej wznowiono produkcję prefabrykowanych elementów betonowych, na które ciągle wzrastało zapotrzebowanie. Podstawowy materiał do produkcji – żwir wydobywano z wyrobiska na terenie zakładu. Przy transporcie stosowano elewator kubełkowy. W 1952 roku zakład upaństwowiono i nadano mu nazwę: Bydgoskie Zakłady Betoniarskie i Żelbetowe Budownictwa Przemysłowego. W 1956 roku zakończono modernizację i rozbudowę przedsiębiorstwa. Głównymi wyrobami stały się elementy dla budownictwa mieszkaniowego i przemysłowego. Prefabrykaty z Białych Błót stosowano masowo w budowie nowych osiedli mieszkaniowych m.in. w Bydgoszczy (osiedla: Błonie, Jary II, Kapuściska II, Wyżyny B2, cześć Szwederowa), a także szpitali, zakładów przemysłowych i innych budynków.
W 1974 r. rozpoczęto kolejną modernizację i rozbudowę zakładu. Sprowadzone z USA urządzenia od 1976 r. umożliwiły produkcję rur „Wipro”, a na urządzeniach sprowadzonych z Kanady i Finlandii w 1977 r. uruchomiono produkcję płyt sprężonych „Spiroll”.
Od 1979 r. zakład nosił nazwę „Przedsiębiorstwo Przemysłu Betonów „Prefabet – Białe Błota”. 2 stycznia 1996 r. zakład sprywatyzowano poprzez utworzenie jednoosobowej spółki akcyjnej Skarbu Państwa. Od 2000 roku pakiet większościowy akcji stanowi własność rodziny Kaczmarek.